# Vieux-Genappe
Vieux-Genappe (en wallon Vî-Djnape, en néerlandais Oud-Genepiën) est une section de la ville belge de Genappe située en Région wallonne dans la province du Brabant wallon.

## Démographie
- Sources:INS, Rem:1831 jusqu'en 1970=recensements, 1976= nombre d'habitants au 31 décembre

## Histoire
C'était une commune à part entière avant la fusion des communes de 1977.
C'est une vieille commune possédant de belles fermes. Au XIIe siècle, l'Abbaye d'Affligem y installa ses domaines agricoles : la ferme d'Hulencourt, de Passavant, du Foriet et de Cour-le-Moine. La ferme du Chantelet possède une chapelle datant de 1661. À la bataille de Waterloo, le Maréchal Ney y organisa son état-major.
On prétend que le dauphin de France, le futur Louis XI y fit baptiser son premier né, Joachim le 5 août 1459.

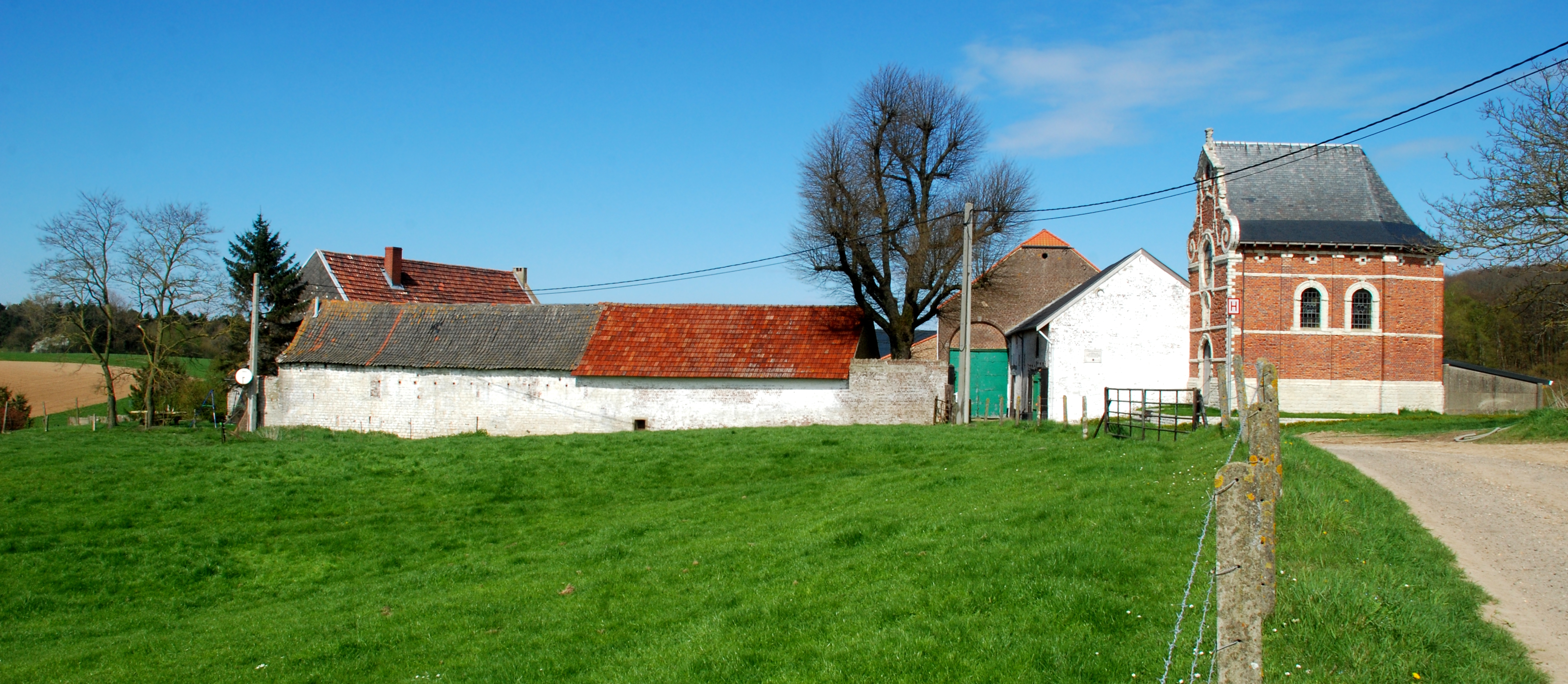
Ferme du Chantelet.

## Patrimoine et culture

### Patrimoine architectural et musée
- L'église actuelle date de 1779 : boiseries avec deux stalles du XVIIIe siècle, fonts baptismaux très anciens, pavement fait d'anciennes pierres tombales.

- Sur la route Bruxelles-Charleroi, le musée du Caillou occupe les locaux d'une ancienne ferme où Napoléon Ier établit son QG à la veille de Waterloo.

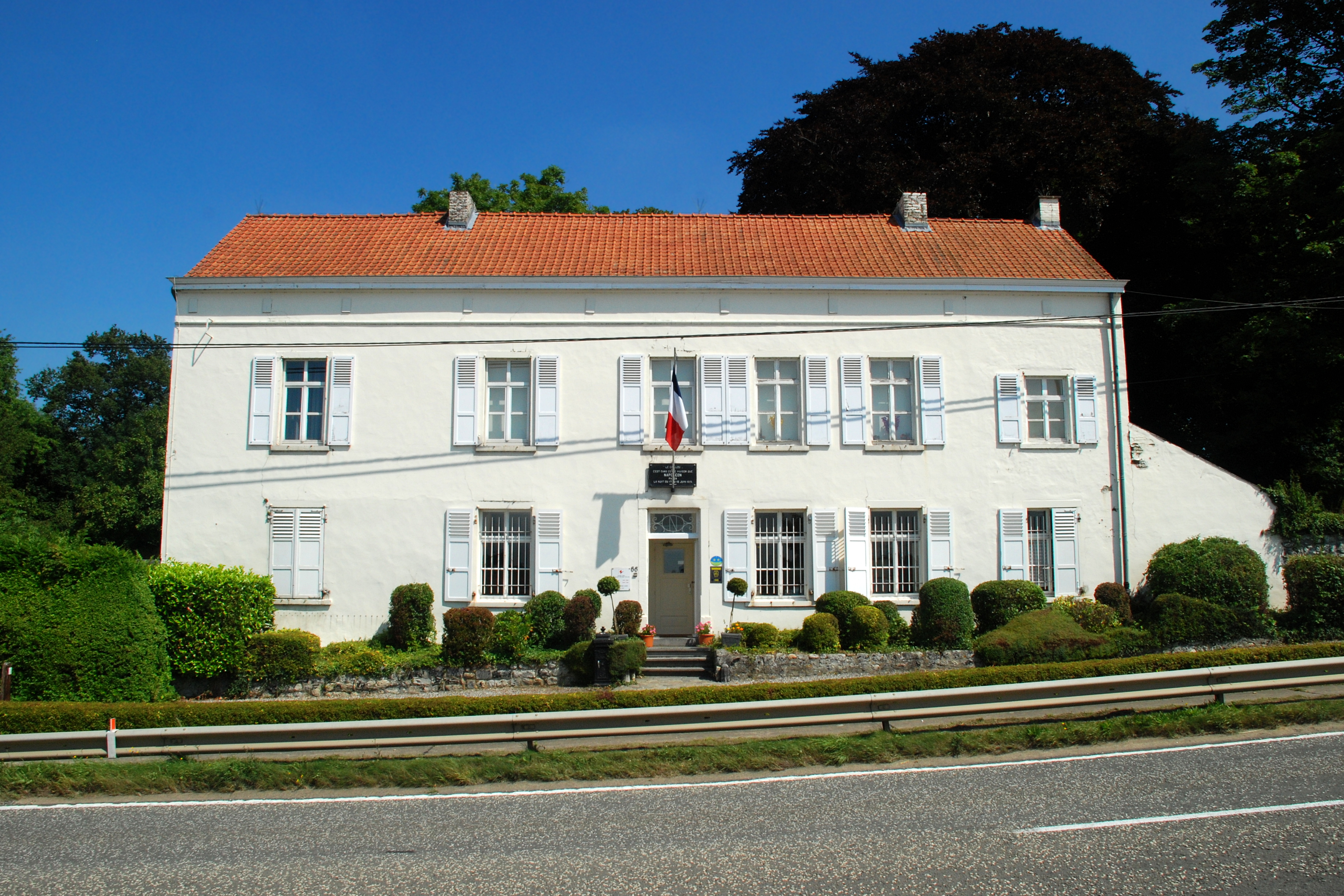
Ferme du Caillou.